# Antoine de Caunes
Pour les articles homonymes, voir Caunes.
Pour les autres membres de la famille, voir Famille de Caunes.
Antoine de Caunes, né le 1er décembre 1953 à Boulogne-Billancourt, est un animateur de radio et de télévision français, par ailleurs cinéaste, acteur, humoriste, scénariste, réalisateur et écrivain.
Il mène d'abord une carrière d'homme de télévision polyvalent (présentateur, producteur, humoriste), dans un premier temps sur Antenne 2, puis sur Canal+. Par la suite, il devient acteur puis réalisateur de cinéma. Il revient ensuite à la télévision et, de 2013 à 2015, présente l'émission Le Grand Journal sur Canal+, succédant à Michel Denisot.
Il présente également à de nombreuses reprises la cérémonie des César du cinéma : avec la quarante-septième édition en 2022, il atteint le record de dix cérémonies présentées.
De 2017 à 2022, il coanime l'émission de radio Popopop sur France Inter avec Charline Roux.

## Biographie

### Famille
Antoine de Caunes est le fils de deux personnalités de la télévision française : le journaliste Georges de Caunes (1919-2004) et la speakerine Jacqueline Joubert (1921-2005).
Il est le père de la comédienne et animatrice Emma de Caunes, née de son premier mariage, avec Gaëlle Royer (morte en 2023), réalisatrice de documentaires et graphiste. Il a ensuite été le compagnon d'Agnès Léglise, journaliste, avec laquelle il a un fils, Louis de Caunes, né en 1987. De 1997 à 2005, il a partagé la vie de l'actrice Elsa Zylberstein, sa partenaire dans L'homme est une femme comme les autres,.
En mai 2007, il épouse la journaliste Daphné Roulier. Ils ont un fils, Jules, né en août 2008.

### Carrière
Année 1977 : son nom figure comme l'auteur d'un article pour le magazine Science et Vie n° 712 (janvier 1977) et n° 713 (février 1977). On trouve dans le n° 712 plusieurs photos de lui pour illustrer un article sur des gadgets insolites. Il signe également un article dans cette même revue en mai 1977 (n° 716) concernant le documentaire intitulé « La griffe et la dent », dans lequel il décrit tous les moyens techniques déployés pour arriver à filmer les grands fauves pendant la nuit et dans leur milieu naturel.

#### Années 1980: Antenne 2, TF1, Canal +, Skyrock et Europe 2
Antoine de Caunes commence sa carrière d'homme public en 1978 en tant que créateur[réf. nécessaire] et animateur de l'émission de télévision Chorus, diffusée de manière hebdomadaire sur Antenne 2 jusqu'en 1981. Quasi seul à cette époque à défendre le rock à la télévision publique, il organise et retransmet de vrais concerts de rock filmés au Théâtre de l'Empire,. Il présente l'émission sur le toit de l'Empire avec son compère Jacques « Jacky » Jacubowitz. Il déclare en 2011 au sujet de l'émission : « J'étais avant tout un fan de musique qui utilisait la télé pour la diffuser. Je me sentais en mission, très militant. Je ne me servais pas du rock pour commencer une carrière en me disant « Dans vingt ans, je serai à la place de Drucker ». ».
Sous le pseudonyme de « Paul Persavon », entre 1983 et 1986, il est l'auteur de plusieurs versions françaises de génériques de dessins animés pour Antenne 2 et TF1, dont X-Or, L'Empire des Cinq, Clémentine, Cobra, Les Quat'z'amis et L'Île au trésor.
Sa passion pour le rock l'amène à produire et à présenter l'émission Houba-Houba pour Les Enfants du rock ainsi que Rapido avec la société de production NBdC qu'il a fondée avec Tim Newman (Froggies) et Alex Berger. Cette émission, initialement diffusée sur TF1 en 1987, propose notamment des performances d'artistes en live. Mais la chaîne, nouvellement privatisée, réduit la durée d'une heure à trente minutes. Il intègre assez rapidement les contraintes qui lui sont imposées, change le style de son émission, qui migre sur Canal+. C'est ainsi qu'il se crée un personnage d'animateur au ton ironique et au débit ultra-rapide pour pouvoir placer tout ce qu'il a à dire en si peu de temps. Il a également présenté et produit ces émissions en Grande-Bretagne en version anglaise.
De 1984 à 1991, Antoine de Caunes anime une émission de radio nommée Marlboro Music, enregistrée dans les studios de Jean-Michel Steward Productions à Paris, avec des reportages enregistrés aux États-Unis. Il se déplace ainsi toutes les semaines de ville en ville, faisant découvrir le son des différentes villes des États-Unis. L'émission est diffusée sur un réseau de 150 stations FM dont Skyrock et Europe 2. Il y eut en tout 334 émissions.
Les textes de Marlboro Music sont écrits par Antoine de Caunes et Laurent Chalumeau, un de ses grands amis depuis leur rencontre dans l'émission Chorus.

#### Années 1990: Canal +, RFM, Channel 4, Césars du cinéma

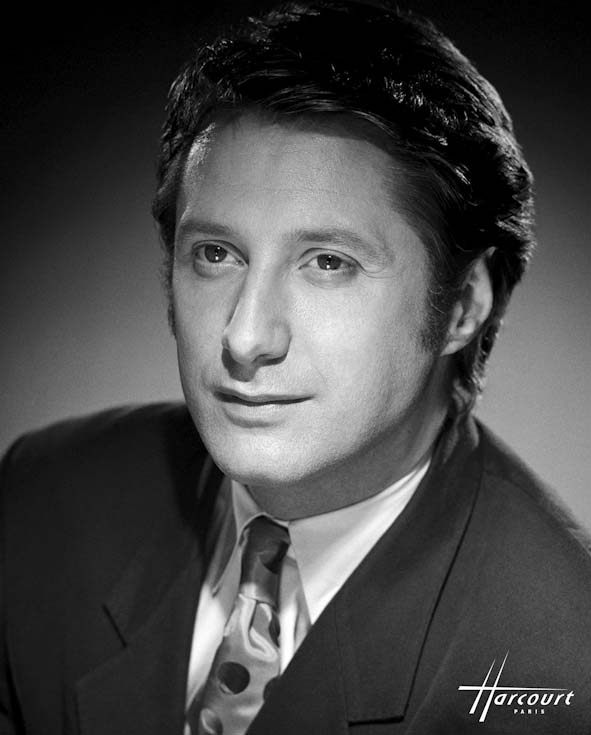
Antoine de Caunes en 2005, photographié par le Studio Harcourt.

Antoine de Caunes participe d'autre part aux débuts de l'aventure Canal+, ce qui lui vaut une importante popularité.
De 1987 à 1995, il incarne dans l'émission Nulle part ailleurs le rôle d'humoriste, avec l'aide des auteurs Albert Algoud (introduction) et Laurent Chalumeau (sketches de fin). Cette émission, diffusée en clair, sert alors de vitrine pour la chaîne payante. Il y est le trublion qui anime la venue de l'invité, plus calmement interviewé par le présentateur vedette Philippe Gildas. De Caunes fait l'introduction de l'émission et pose des questions comiques au milieu. Le public attend surtout le final, pendant lequel de Caunes, souvent accompagné de José Garcia, tous deux déguisés, conclut l'heure d'émission par un sketch souvent délirant.
Parmi les nombreux personnages créés pour cette séquence et interprétés par Antoine de Caunes — seul ou accompagné de José Garcia — on peut citer : Didier l'embrouille (une caricature de rockeur à banane), Ouin-Ouin dit « Pine d'huître » (un boy-scout souffre-douleur de ses camarades), Gérard Languedepute (un journaliste colporteur de ragots, spécialisé dans les médisances sur les invités du jour), Gilles Gros-Paquet, Raoul Bitembois (et sa femme Josiane Bitembois), Le Toub' et Refoul (parodies de Doc et Difool, animateurs sur Fun Radio dans les années 1990), Richard Jouir et Sandrine Troforte (vaguement inspirés de l'acteur Richard Gere et de la top model Cindy Crawford), Bomba, Mongo Fury, Claudia Chiffon et David Copperflou (vaguement inspirés de la top model Claudia Schiffer et du prestidigitateur David Copperfield), Michel Jaxon (« Le sosie français de Michael Jackson »), Aquarium (un baba-cool), Ronald le Connard, Florent Routier, Péteur Pan, etc.
En 1989-1990, il anime pendant plusieurs mois Babebibobu, une émission de radio sur RFM, avec Karl Zéro et Albert Algoud, puis on retrouve ainsi sur les ondes, les voix de Philippe Manœuvre pour Club Hollywood chewing-gum, Alain Chabat pour Ricard Passion, et Gilles Verlant.
À partir de 1993, il anime l'émission Eurotrash au Royaume-Uni, sur Channel 4, d'abord avec le créateur de mode Jean-Paul Gaultier, puis seul ; il s'y exprime avec un accent français caricatural et insulte jovialement le public britannique.
De 1996 à 1999, Antoine de Caunes exerce la fonction de maître de cérémonie lors de la remise des César du cinéma (étant par ailleurs en 1999 à la fois maître de cérémonie et nommé au César du meilleur acteur), puis à nouveau de 2008 à 2009, de 2011 à 2013 et en 2022, ce qui, avec dix présentations de cérémonies, en fait le recordman quant au nombre de présentations, record détenu auparavant par « Monsieur Cinéma », Pierre Tchernia, qui présenta les sept premières, de 1976 à 1982.

#### Années 2000: acteur et réalisateur de cinéma, France 4,Kaamelott, Bruce Springsteen

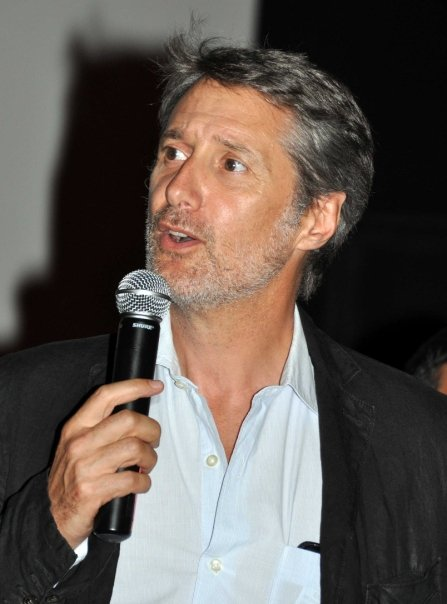
Antoine de Caunes en 2009 à une projection du film La Folle Histoire d'amour de Simon Eskenazy.

Après avoir tenu un rôle principal à l'écran dans le film Pentimento en 1989, Antoine de Caunes se consacre pleinement au cinéma, en tant qu'acteur puis réalisateur, après son départ de Nulle part ailleurs. En 1999, il est nommé au César du meilleur acteur pour son rôle dans le film L'homme est une femme comme les autres.
Après un court-métrage en 1997, il se lance dans la réalisation en 2001 avec le film fantastique Les Morsures de l'aube, d'après le roman de Tonino Benacquista, porté par Jean-Marc Minéo et Guillaume Canet. Toujours en 2001, il succède à Jacques Thébault pour le rôle de Lucky Luke qu'il interprète dans la série d'animation Les Nouvelles Aventures de Lucky Luke. C'est également lui qui chante la chanson Il a pas peur de personne, présente durant le générique de la série.
En 2003, il investit un autre genre, le biopic, pour son second long-métrage : Monsieur N., consacré à l'histoire de l'Empereur déchu Napoléon en exil à Sainte-Hélène, interprété par Philippe Torreton.
En 2006, il revient à ses premières amours avec la présentation d'une émission consacrée aux différents festivals du septième art sur France 4 : Parfum de Cinéma. Il fait également quelques apparitions dans la série télévisée Kaamelott, diffusée sur M6 dans le rôle du chevalier Dagonet. Il sort enfin son troisième film, Désaccord parfait, avec Charlotte Rampling et Jean Rochefort.
Pour son quatrième long-métrage, il renoue avec le biopic : en 2008 sort Coluche, l'histoire d'un mec, qui relate librement la candidature de Coluche aux élections présidentielles de 1981, avec François-Xavier Demaison dans le rôle titre.
Antoine de Caunes est un admirateur du chanteur Bruce Springsteen qu'il a, en tant que journaliste, contribué à faire découvrir à la fin des années 1970 au public français,.
Jon Landau, le manager de Bruce Springsteen, lui a demandé de raconter l'histoire du chanteur dans un bonus paru en 2009 avec l'album du « Boss », Working on a Dream.
C'est vers la télévision qu'il se tourne pour produire et réaliser son cinquième long, qui mêle également politique et parcours historique : le téléfilm Yann Piat, chronique d'un assassinat qui est diffusé par la chaîne Canal+ en 2011. Depuis 2008, il est en effet revenu sur la chaîne privée.

#### Années 2010: Canal+ puis France Inter

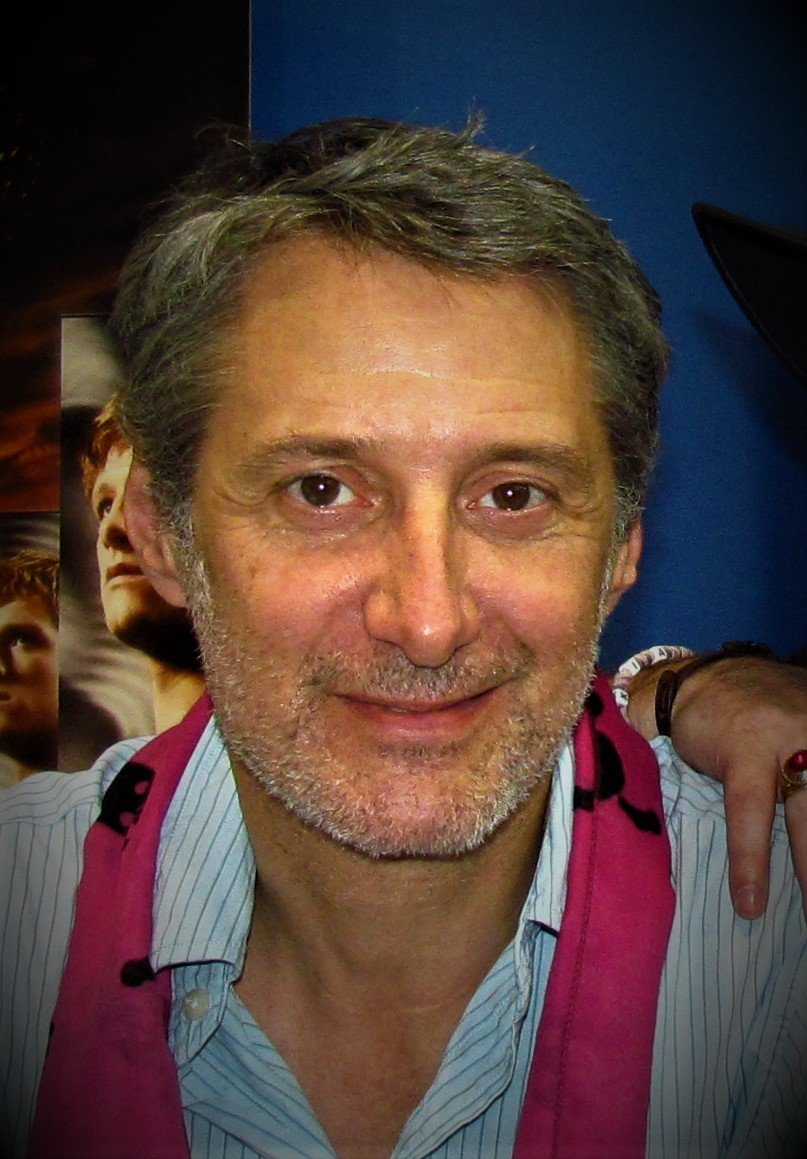
Antoine de Caunes en 2012.

De 2008 à 2013, Antoine de Caunes présente une série d'émissions diffusées sur Canal+ sur les grandes mégapoles mondiales, en visitant le côté underground de chacune d'entre elles :
- Allons donc à London, Londres, Royaume-Uni, printemps 2008 ;
- Allez L.A., Los Angeles, Californie, automne 2008 ;
- En berline à Berlin, Berlin, Allemagne, automne 2009 ;
- Toqué de Tokyo, Tokyo, Japon, printemps 2011 ;
- Baba de Barcelone, Barcelone, Espagne, automne 2011 ;
- En tatane à Manhattan, Manhattan/New York, États-Unis, automne 2012 ;
- Maboul de Séoul, Séoul, Corée du Sud, automne 2013.

En août 2013, il prend la succession de Michel Denisot à la présentation de l'émission Le Grand Journal, toujours sur Canal+. Il est cependant évincé de l'émission au bout de deux saisons, en juillet 2015, pour être remplacé par Maïtena Biraben.
La chaîne lui confie en revanche L'Émission d'Antoine, sur la même chaîne, qui débute dès novembre 2015. L'animateur y récupère deux transfuges du Grand Journal, Alison Wheeler et Monsieur Poulpe (le tandem qui a remplacé la Miss Météo Raphaëlle Dupire en catastrophe, en cours de la saison 11, mais qui n'a pas eu le temps de vraiment s'imposer).
L'Émission d'Antoine est arrêtée par Canal+ au bout de deux saisons, en juillet 2017, mais l'animateur présente dès décembre 2017 une série de documentaires le suivant dans un tour de France du patrimoine. Cette émission s’appelle La Gaule d’Antoine.

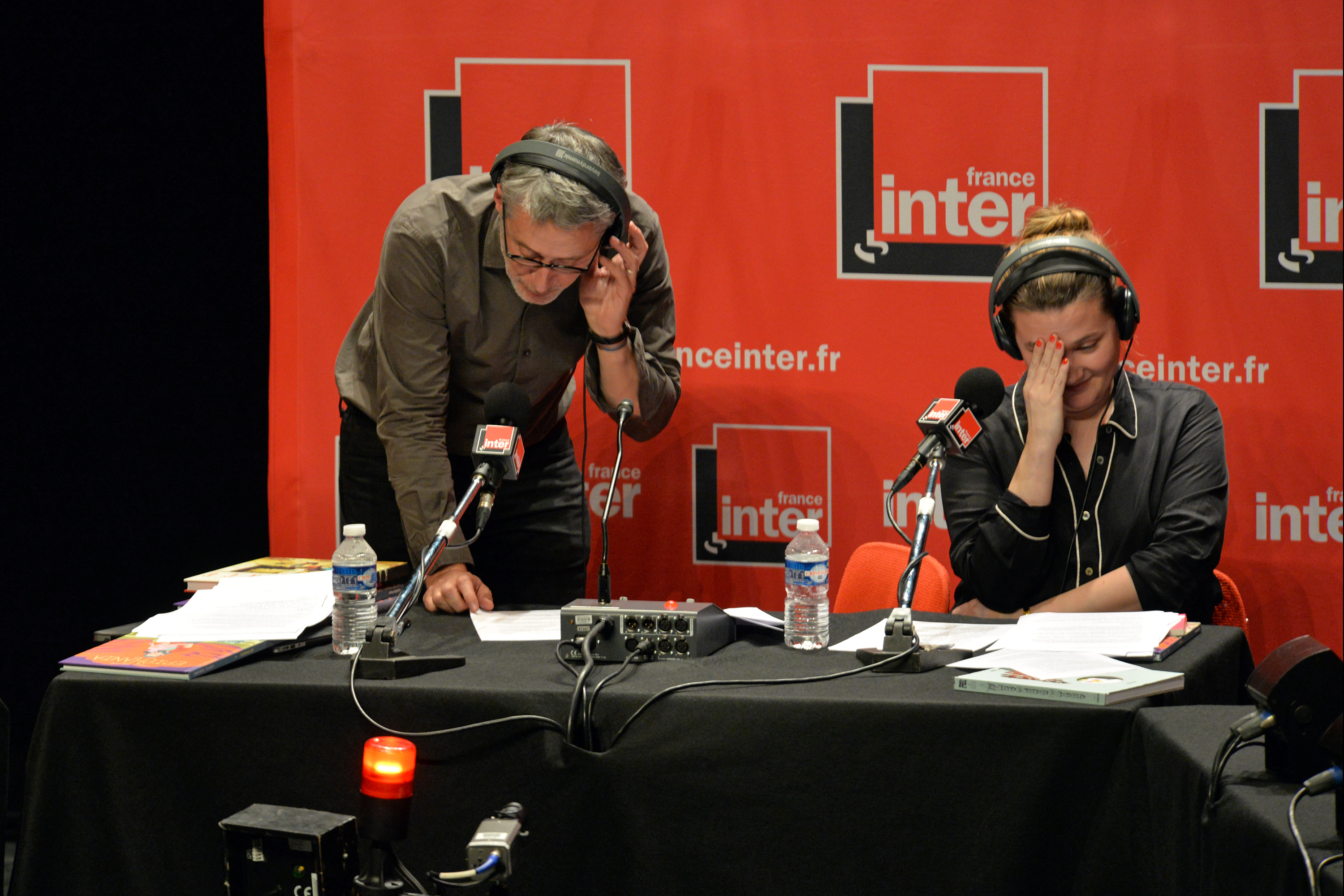
Antoine de Caunes en 2018 lors de l'émission Popopop sur France Inter, aux côtés de Charline Roux.

Du 28 août 2017 au 1er juillet 2022, il coanime avec Charline Roux l'émission Popopop sur France Inter, de 16 h à 17 h du lundi au vendredi.
En septembre 2018, il joue son propre rôle dans la websérie Sibyle et Guy, créée par Charline Vanhoenacker et Alex Vizorek, qui parodie Sibyle Veil et Guy Lagache, les patrons de Radio France.
Il est l'une des personnalités à participer au dernier défilé de Jean-Paul Gaultier en janvier 2020 telles Coco Rocha, Amanda Lear, Mylène Farmer, Rossy de Palma, Dita von Teese et Estelle Lefébure,.
En 2021, il reprend le rôle du seigneur Dagonet pour le premier volet de la trilogie cinématographique Kaamelott, faisant suite à la série et réalisé par Alexandre Astier. La même année, il sort un nouveau livre titré Perso.
Il présente la 47e cérémonie des César le 25 février 2022,. Un mois plus tard, il joue pour sa fille dans la mini-série Neuf mecs, qui dépeint le portrait de neuf hommes.
En mai 2024, il lance, avec Romain Jubert, un nouveau magazine trimestriel qu'il baptise « Vieux ». Intégré au groupe CMI France qui appartient au milliardaire tchèque Daniel Kretinsky, le magazine adopte un ton irrévérencieux et veut traiter de sujets qui parlent aux plus de 50 ans.

### Engagements
Antoine de Caunes s'est très tôt consacré à la lutte contre le SIDA. Il est, depuis 1993, président d'honneur de l'association Solidarité sida, qui produit notamment le festival Solidays et La Nuit du zapping.
Il a voté à gauche lors de l'élection présidentielle de 1981 mais s'est abstenu en 1995.
En septembre 2018, à la suite de la démission de Nicolas Hulot, il signe la tribune contre le réchauffement climatique intitulée « Le Plus Grand Défi de l'histoire de l'Humanité », qui parait en Une du journal Le Monde.

### Publicités
Antoine de Caunes prête sa voix pour des spots publicitaires radio, d'abord pour le personnage de Vincent dans les publicités de Vinci Autoroutes en 2014, puis pour Citroën à partir de 2016.

## Filmographie

### Acteur

#### Cinéma
- 1989 : Pentimento de Tonie Marshall : Charles
- 1996 : Les Deux Papas et la Maman de Jean-Marc Longval et Smaïn : Jérôme
- 1997 : C'est pour la bonne cause de Jacques Fansten : Antoine
- 1997 : La Divine Poursuite de Michel Deville : Alex
- 1998 : L'homme est une femme comme les autres de Jean-Jacques Zilbermann : Simon Eskenazy
- 1999 : Au cœur du mensonge de Claude Chabrol : Germain-Roland Desmot
- 1999 : Chili con carne de Thomas Gilou : Claude
- 2000 : Là-bas... mon pays de Alexandre Arcady : Pierre Nivel
- 2001 : Le Vélo de Ghislain Lambert de Philippe Harel : le narrateur
- 2002 : Blanche de Bernie Bonvoisin : le capitaine KKK
- 2002 : Les Clefs de bagnole de Laurent Baffie : un acteur refusant de jouer dans le film de Baffie
- 2006 : Un ami parfait de Francis Girod : Julien Rossi
- 2007 : Les Vacances de Mr. Bean : le présentateur télé
- 2008 : Tu peux garder un secret ? d’Alexandre Arcady : Julien
- 2008 : 48 heures par jour de Catherine Castel : Bruno
- 2009 : La Folle Histoire d'amour de Simon Eskenazy de Jean-Jacques Zilbermann : Simon Eskenazy
- 2010 : Mumu de Joël Séria : le colonel
- 2021 : Kaamelott : Premier Volet d'Alexandre Astier : Dagonet
- 2025 : Kaamelott : Deuxième volet partie 1 d’Alexandre Astier : Dagonet

#### Télévision
- 1987 : Objectif Nul (épisode 16) : Igor / Grichka
- 1988-1992 : Rapido (Emission Musicale) : Présentateur
- 1998 : Bob le magnifique (téléfilm) de Marc Angelo : François Morin / Bob Saint Clar
- 2002 : Les Amants du bagne (téléfilm) de Thierry Binisti : Albert Londres
- 2006-2008 : Kaamelott (série) : le seigneur Dagonet
- 2007 : Off Prime (saison 1, épisode 2) : lui-même
- 2010 : Du hard ou du cochon ! (épisode 3) : Fluck
- 2012 : Bref (épisode 53) de Kyan Khojandi et Bruno Muschio : lui-même
- 2013 : L'homme à la tête de kraft (court-métrage) de Thierry Dupety et Sandra Joubeaud
- 2013 : Dangereuses retrouvailles (téléfilm) de Jérôme Debusschère : Paul Aubras
- 2013 : Hitchcock by Mocky (épisode « Le Don d'Iris »)
- 2022 : Neuf mecs d'Emma de Caunes : Gustave

#### Doublage
- 2000 : Stuart Little de Rob Minkoff : Stuart
- 2000 : La Route d'Eldorado de Don Paul et Eric Bergeron : Miguel
- 2001 : Le Vélo de Ghislain Lambert de Philippe Harel : Narrateur
- 2001-2002 : Les Nouvelles Aventures de Lucky Luke (série) : Lucky Luke
- 2002 : Stuart Little 2 de Rob Minkoff : Stuart
- 2004 : Voyage autour du soleil (téléfilm), docu-fiction sur la conquête spatiale
- 2007 : La France made in USA (téléfilm) : Narrateur
- 2011 : Illegal Love de Julie Gali, documentaire : Mark Leno
- 2012 : Cendrillon au Far West de Pascal Hérold : Le prince
- 2020 : Les Croods 2 : Phil Betterman[39]

### Réalisateur
- 2000 : Scénarios sur la drogue (film collectif), section T'en as
- 2001 : Les Morsures de l'aube
- 2002 : Monsieur N.
- 2006 : Désaccord parfait
- 2008 : Coluche : L'Histoire d'un mec
- 2011 : Yann Piat, chronique d'un assassinat (téléfilm)

## Discographie

### Auteur de chansons
Antoines de Caunes est l'auteur (sous le pseudonyme de Paul Persavon) des versions françaises des génériques pour les émissions ou séries de dessins animés pour enfants suivants, :
- 1983 : Tchaou et Grodo
- 1983 : L'Oiseau bleu (anime)
- 1984 : Au pays des Quat'z'amis
- 1984 : Y'en a qui (Marie Dauphin)
- 1984 : X-Or
- 1985 : Clémentine
- 1985 : Cobra
- 1985 : L'Empire des Cinq
- 1986 : Lady Oscar
- 1986 : L'Île au trésor
- 2001 : Il a pas peur de personne, musique de film du dessin animé Les Nouvelles Aventures de Lucky Luke diffusée sur France 3, et sortie chez Sony Music, en CD 2 Titres.

### Participation
- 2009 - On n'est pas là pour se faire engueuler !, album hommage à Boris Vian. Cantate des boîtes

## Publications
Antoine de Caunes a écrit un premier livre publié aux éditions Albin Michel dans la collection « Rock & Folk » sur le groupe Magma :
- Magma, 1978, 187 p.  (ISBN 978-2226005632)

Il a écrit deux romans sur les enquêtes du détective privé new-yorkais Sam Murchinson :
- C'est bon, mais c'est chaud (1990)
- C'est beau mais c'est triste (1998)

Plusieurs recueils de ses allocutions de Nulle part ailleurs ont été publiés ; textes écrits avec Albert Algoud :
- Vous permettez que je vous appelle Raymond ?, 1990.
- Pas mal pour un lundi, 1990.
- J'aime beaucoup ce que vous faites, 1991.
- Une ambulance peut en cacher une autre, 1992.
- Bien entendu, je plaisante, 1993 (ISBN 2226063293)
- Le Petit Gildas illustré, 1993 (ISBN 2226063811)

Il a aussi écrit un dictionnaire :
- Dictionnaire Amoureux du Rock, Éditions Plon, 2010 (ISBN 978-2259205757)

Il publie en 2021 un récit autobiographique :
- Perso, éditions Sonatine, 2021

En collaboration avec le scénariste et dessinateur Xavier Coste, il publie fin mars 2025 un album de bande dessinée (ou roman graphique) basé sur le journal intime de son père Georges de Caunes, naufragé volontaire pendant 4 mois en 1962 sur une petite île déserte de l'archipel des Marquises :
- Il déserte - Georges ou la vie sauvage, éditions Dargaud, 2025[41].

## Distinctions

### Nomination
- César 1999 : Nomination au César du meilleur acteur pour L'homme est une femme comme les autres

### Décorations
- Chevalier de l'ordre du Mérite agricole (2012)[42]